# Henri de Pitteurs-Hiegaerts
Théodore Henri Jules de Pitteurs-Hiegaerts, né à Saint-Trond le 27 janvier 1834 et mort à Bruxelles le 29 décembre 1917, est un homme politique belge.

## Biographie
Henri de Pitteurs-Hiegaerts est le fils d'Antoine de Pitteurs-Hiegaerts et de Laure de Pitteurs. Il épouse la fille de Charles de Pitteurs-Hiegaerts puis la sœur d'Albert Snoy.

## Fonctions et mandats
- Conseiller provincial du Limbourg : 1864-1874
- Conseiller communal de Saint-Trond : 1876-1894
- Membre de la Chambre des représentants de Belgique : 1874-1894
- Gouverneur du Limbourg : 1894-1914

## Sources
- C. BAMPS, 'La famille de Pitteurs', in L'ancien pays de Looz, 1899.
- W. ROELANTS, 'De gouverneurs van Limburg', in Limburg 6, 1924-1925.
- René GOFFIN, 'Les Pitteurs', in Annales du Cercle archéologique d'Enghien 13, 1962-1963, 5-44.
- Louis ROPPE, 'Henri de Pitteurs-Hiegaerts' in Nationaal Biografisch Woordenboek, vol. 3, Brussel, Koninklijke Vlaamse Academiën van België, 1968, 675-677.
- S. VANDEVELDE, 'Henri Theodore Jules de Pitteurs-Hiégaerts (1834-1917), gouverneur van Limburg, 1894-1914', in De gouverneurs in de beide Limburgen, 1815-1989, Maastricht, Limburgs Geschied- en Oudheidkundig Genootschap, 1989.
- Jean-Luc DE PAEPE en Christiane RAINDORF-GERARD, Le Parlement belge, 1831-1894. Données biographiques, Brussel, Académie royale des sciences, des lettres et des beaux-arts de Belgique, 1996.
- Oscar COOMANS DE BRACHÈNE, État présent de la noblesse belge, Annuaire 1996, Brussel, 1996

- Ressource relative à plusieurs domaines :   - ODIS
- Notice dans un dictionnaire ou une encyclopédie généraliste :   - Biografisch Portaal van Nederland